# Carlos Bueno
Carlos Héber Bueno Suárez, född 10 maj 1980 i Artigas, är en uruguayansk fotbollsspelare som spelar för klubben Universidad Católica i Primera División de Chile. Han har även representerat Uruguays landslag, bland annat i Copa América 2004.

## Klubbar
- Peñarol (1999-2005)
- Paris Saint-Germain FC (2005-2007)
- Sporting Lissabon (lån, 2006-2007)
- Boca Juniors (2007)
- Peñarol (2008-2010)
- Real Sociedad (lån, 2009-2010)
- Universidad de Chile (2010)
- Querétaro FC (2011-2012)
- San Lorenzo (lån, 2012)
- Universidad Católica (2013- )